# Bliesdalheim

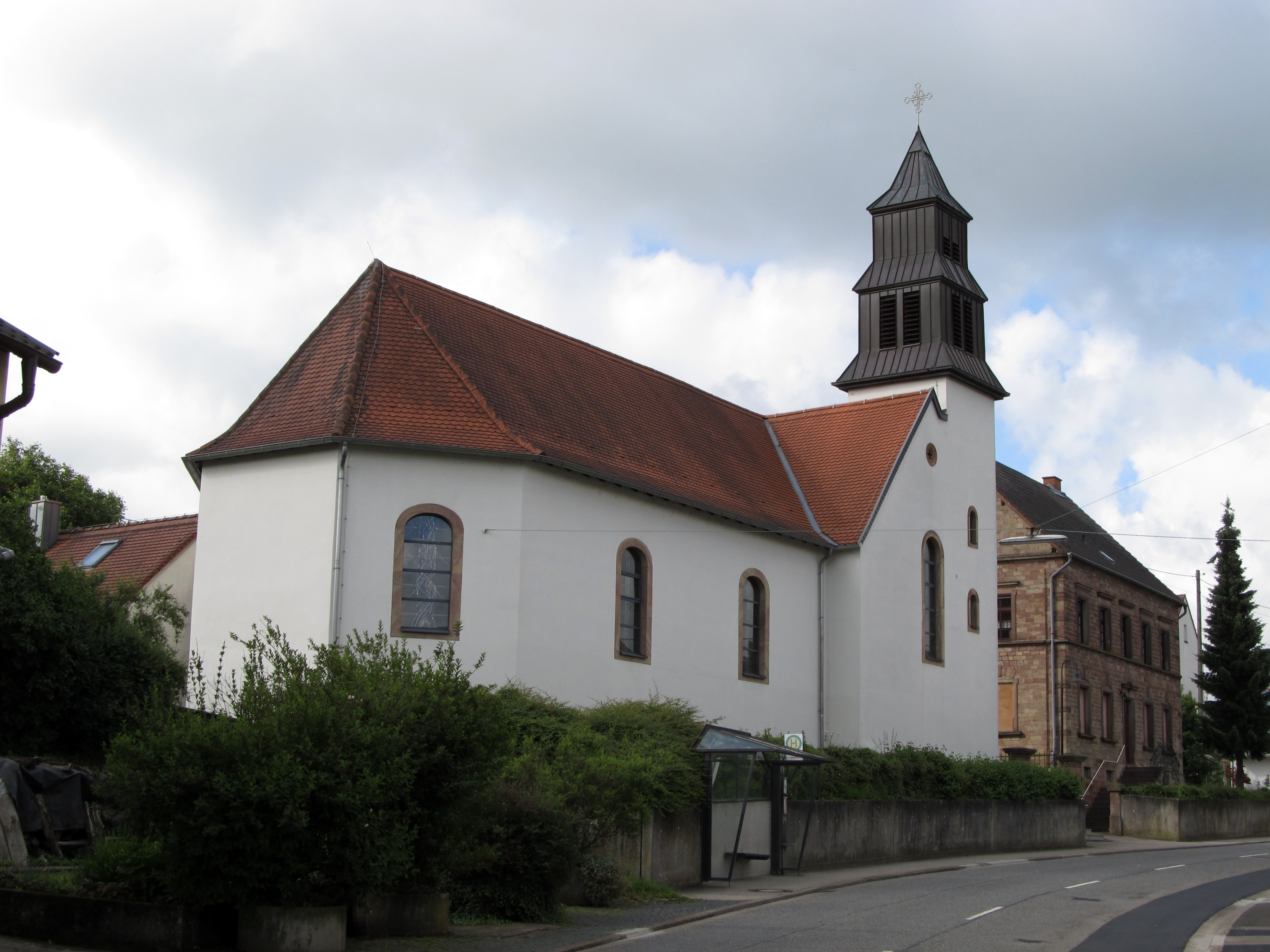
Die katholische Pfarrkirche St. Wendelinus

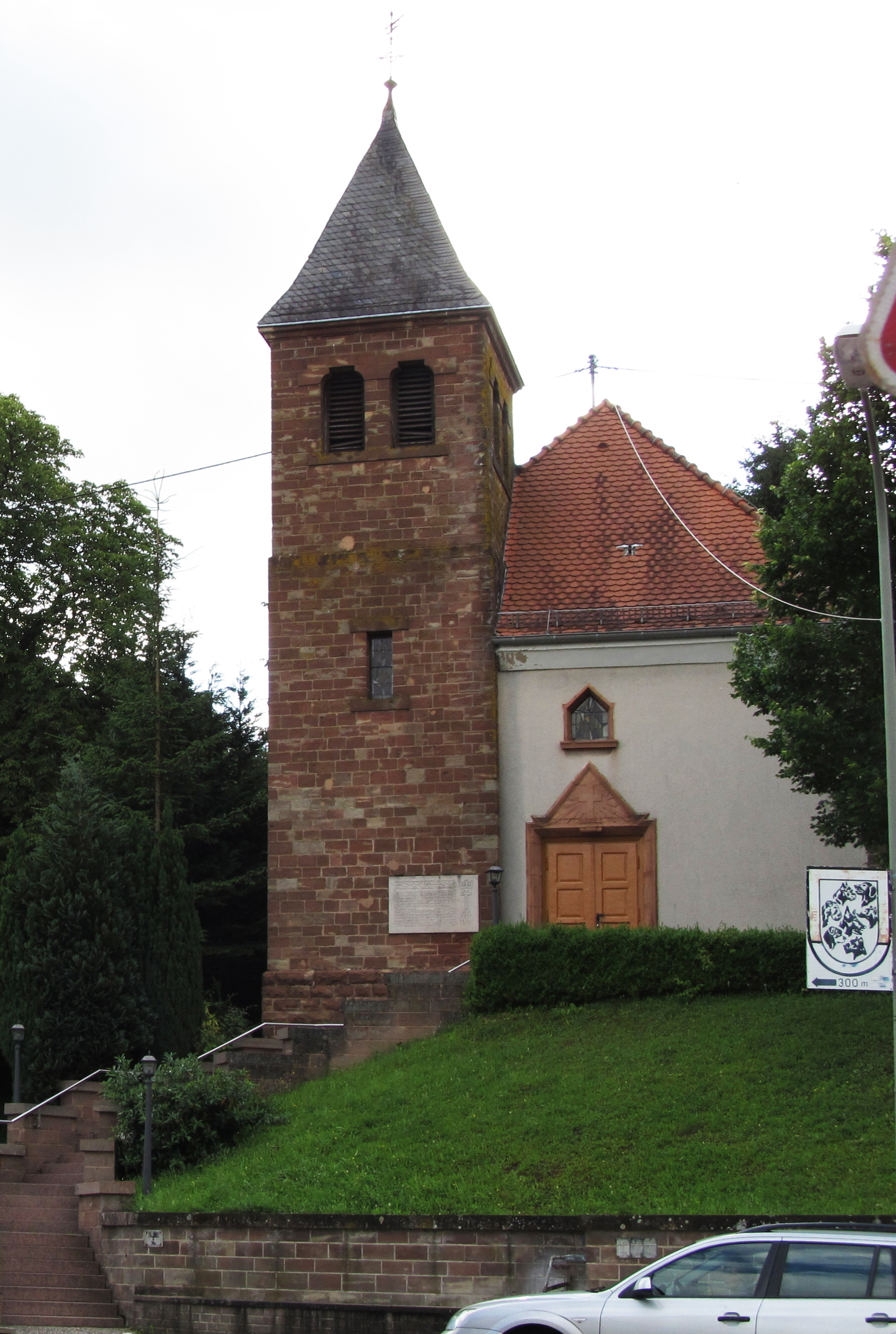
Die evangelische Kirche von Bliesdalheim

Bliesdalheim (im örtlichen Dialekt Dalem) ist ein Dorf in der Gemeinde Gersheim im Saarpfalz-Kreis (Saarland) mit 580 Einwohnern. Bis Ende 1973 war Bliesdalheim eine eigenständige Gemeinde im Landkreis Homburg.

## Geographie
Bliesdalheim liegt im Südosten des Saarlandes und mitten im Biosphärenreservat Bliesgau, nur wenige Kilometer von der deutsch-französischen Grenze entfernt. An dem Ort vorbei fließt die Blies. Die Gemarkung nimmt eine Fläche von 371 ha ein. Davon werden etwa 68 ha landwirtschaftlich genutzt, rund 60 ha sind mit Wald bewachsen. Die Gemarkung des Dorfes grenzt an die Gemarkungen der Blieskasteler Ortsteile Böckweiler, Breitfurt sowie Wolfersheim und an die der Gersheimer Ortsteile Herbitzheim und Walsheim. Nordöstlich von Bliesdalheim erhebt sich der Kahlenberg (401 m ü. NN), die höchste Erhebung im Bliesgau.

## Geschichte

### Vorgeschichte
Aus der Zeit vor der Gründung des Dorfes stammen neolithische Steinbeile (ca. 4. Jt. v. Chr.), hallstattzeitliche Grabhügel im „Großen Wald“ (8./7. Jh. v. Chr.) sowie drei römische Siedlungsplätze (villae rusticae) (1.–4. Jh. n. Chr.). An einem davon, in der Flur „Heizwiesen“, fanden 1887, 2011 sowie 2013 Ausgrabungen statt, bei denen Mauerzüge von fünf Gebäuden, darunter ein Bad, angeschnitten werden konnten.

### Ortsgeschichte
Ein merowingerzeitliches Grab und die Endung -heim sprechen für eine Gründung im Frühmittelalter (6./7. Jahrhundert). Urkundlich tritt das Dorf erstmals im 13. Jahrhundert in Erscheinung. In den Regesten des Klosters Wörschweiler wird 1218 erwähnt, dass Godefried Graf von Sponheim dem Kloster die Einkünfte seines Hofes zu Daleheim vermacht.
Die Regesten des Klosters Wörschweiler nennen an mehreren Stellen „Daleheim oder Dalheim“. Im 14. Jahrhundert ist erstmals eine Bliesmühle belegt. Der historische Ortskern liegt zwischen der Bliesbrücke und dem Kegelplatz.
Im Hochmittelalter hatte das Kloster Wörschweiler umfangreiche Besitzrechte an dem Dorf. Im Nordosten der Gemarkung des heutigen Dorfes existierte einst ein Nachbarort namens Sterrweiler, der spätestens im 16. Jahrhundert wüst fiel. Bis zur Französischen Revolution war Bliesdalheim größtenteils im Besitz der Herzöge von Pfalz-Zweibrücken und diente als Gerichtsort für die pfalz-zweibrückischen Bliesdörfer. Im Dreißigjährigen Krieg wurde der Ort stark in Mitleidenschaft gezogen. Während 1624 noch 86 Einwohner überliefert sind, lebten nach Kriegsende noch drei Familien im Dorf. Um 1670 folgten weitere Zerstörungen im Zuge der Reunionskriege.
Ab 1798 gehörte der Ort, wie alle linksrheinischen Gebiete, zu Frankreich. Aufgrund der Beschlüsse auf dem Wiener Kongress (1815) war das Dorf ab 1816 eine bayerische Gemeinde. Zur Unterscheidung von Heckendalheim führt der Ort seither den Namen des vorbeifließenden Flusses (Blies-) als Vorsilbe. Ab 1879 war der Ort an das Eisenbahnnetz der Bliestalbahn angeschlossen.
Nach dem Versailler Vertrag stand das Saargebiet nach einem Mandat des Völkerbundes von 1920 bis 1935 unter französischer Verwaltung. Ab 1922 gab es im Dorf elektrisches Licht, ab 1927/28 fließendes Wasser.
Nach der Saarabstimmung wurde das Saargebiet 1935 an das Deutsche Reich angeschlossen. Am 1. September 1939, dem Beginn des Zweiten Weltkrieges, wurde das Dorf evakuiert. Die Bewohner wurden in Sonderzügen nach Thüringen, Oberfranken und den Odenwald verbracht. Erst im Mai 1941 durfte das Dorf wieder bewohnt werden. Deutsche Soldaten sprengten 1939 die alte steinerne Rundbogenbrücke über der Blies, die aus dem Jahr 1769 stammte. Im Dezember 1944 folgte eine zweite Evakuierung. 1939 und 1945 erfuhr der Ort starke Zerstörungen. 75 von 115 Anwesen wurden abgerissen. Dadurch verlor der Ort größtenteils seinen ursprünglichen Charakter als Bauerndorf.
Von 1946 bis 1957 war das Saarland ein halbautonomer Staat unter französischem Protektorat. Nach der Volksabstimmung von 1955 erfolgte der Beitritt zur Bundesrepublik Deutschland. 1956 wurde das Turbinenhaus der Bliesmühle stillgelegt, nachdem die übrigen Mühlengebäude bereits 1939/45 völlig zerstört worden waren. Nach mehreren Behelfsbrücken wurde 1960 die heutige Stahlbetonbrücke über die Blies errichtet.
Seit der Gebiets- und Verwaltungsneugliederung, die am 1. Januar 1974 wirksam wurde, gehört die ehemals eigenständige Kommune Bliesdalheim zur Gemeinde Gersheim. Heute sind die meisten Einwohner Berufspendler in die umliegenden Städte. 
Vom 1. bis 3. Juni 2018 feierte Bliesdalheim seine 800 Jahre zurückliegende urkundliche Ersterwähnung (1218). 2020/21 wurde der Dorfplatz in Anlehnung an sein Erscheinungsbild im frühen 20. Jh. neugestaltet.

### Bevölkerungsentwicklung
| Jahr      | 1547    | 1609 | 1624 | 1675   | 1802 | 1837 | 1852 | 1895 | 1905 | 1910 | 1932 | 1952 | 1961 | 1970 | 1974 | 1982 | 2002 | 2005 | 2010 | 2019 |
| Einwohner | 13 Fam. | 75   | 86   | 3 Fam. | 276  | 336  | 358  | 401  | 459  | 492  | 528  | 509  | 646  | 648  | 659  | 602  | 620  | 680  | 705  | 590  |

## Politik

### Bürgermeister und Ortsvorsteher
- Bürgermeister
1963–1974: Alfons Kohl (CDU)

- Ortsvorsteher
1974–1984: Alfons Kohl (CDU)
1984–1989: Ludwig Kaden (SPD)
1989–1994: Alfons Kohl (CDU)
1994–2015: Klaus Fischer (CDU)
2015–2024: Bernhard Welsch (CDU)
seit 2024: Georg Wittenmeier (SPD)

## Natur und Landschaft
Auf der Gemarkung steht größtenteils der Muschelkalk an; nur an der nördlichen Gemarkungsgrenze ist der Obere Buntsandstein anzutreffen. Die Bliesaue stellt aufgrund des hohen Grundwasserstandes und regelmäßiger Überflutungen einen wichtigen Lebensraum vieler Tier- und Pflanzenarten dar. Die Uferböschungen der Blies säumen Schwarzpappeln, Weiden und bisweilen Schwarzerlenwälder. Nach Auswilderungen ist seit einigen Jahren wieder der Biber heimisch.
Wohl nichts ist charakteristischer für den Bliesgau als seine Streuobstwiesen, die neben vereinzelten Ackerflächen die Talhänge prägen. Der Flurname „Rebenberg“ ist ein Zeugnis früheren Weinbaus, der in kleinem Umfang in der Region betrieben wurde.
In dem Laubwald auf dem Höhenrücken östlich des Dorfes dominieren Rotbuchen und Stieleichen.

## Sehenswürdigkeiten
- Nordöstlich des Ortes liegt ein aus dem Buntsandstein herausgeschlagener Eiskeller mit einer Länge von 26 m, einer Breite von 4,80 m und einer Höhe von etwa 5 m. Die Bearbeitungsspuren deuten auf eine Entstehungszeit im 18. Jahrhundert hin. Der Name rührt von der Nutzung der Höhle im 19. Jahrhundert als Eiskeller her, in den im Winter auf der Blies gebrochenes Eis eingelagert wurde. Der Eiskeller ist ein Winterquartier für Fledermäuse. In den Sommermonaten werden Führungen angeboten.[7]

- Katholische Pfarrkirche St. Wendelinus (1801, 1919–1923 erweitert). Die kath. Pfarrei wurde 1893 durch eine große, testamentarische Vermögensschenkung des deutsch-französischen Barons Alexandre Louis Guillaume Jacomin de Malespine (1821–1893), Gutsherr auf dem Kirchheimer Hof, gestiftet, woraus später auch die Gelder für den Kirchenbau flossen. Für den Adeligen ist in dem Gotteshaus eine Dankinschrift vorhanden.

- Evangelische Kirche (Turm 1907, Kirchenschiff 1926/27). An einen bereits 1907 errichteten Turm wurde in den Jahren 1926 bis 1927 das Kirchenschiff im expressionistischen Stil angebaut. Architekt Schäfer aus Zweibrücken verwendete für die Fenstergewände den in der expressionistischen Architektur üblichen spitzwinkligen Giebel, der sich auch, mit Reliefs geschmückt, über dem Eingang findet. Ein um die Fenstergewände sich verkröpfendes Gesimsband verbindet die drei Fenster des Langhauses miteinander. Der Architekt verwendete Haustein nur für die Fenster- und Türgewände sowie die aufgemauerten Eckpfeiler des Langhauses, sonst sind alle Flächen verputzt.

- Cholerakreuz, ein Wegekreuz von 1854 an der Ecke Bliestalstraße/Wendelinusstraße.

Der Eiskeller, die katholische Kirche und das Cholerakreuz sind in der Denkmalliste des Saarlandes als Einzeldenkmale aufgeführt. In der Liste befindet sich auch ein um 1800 errichtetes Bauernhaus in der Bliestalstraße.

### Ortsbildprägende und identitätsstiftende Bauten
- Katholische Kirche (1801, 1919–23)
- Katholisches Pfarrhaus (1897)
- Evangelische Kirche (1907, 1926/27)
- Bauernhaus (um 1790) in der Wendelinusstraße
- Bauernhaus (um 1800) in der Bliestalstraße
- Bäckerei in der Bliestalstraße (vor 1845)
- ehemalige katholische Volksschule in der Bliestalstraße (vor 1845, Umbau 1905)
- Wohngebäude am Kegelplatz (19. und frühes 20. Jh.)
- ehemalige Arbeiterhäuser in der Bliestal- und Eisenbahnstraße (Anfang 20. Jh.)
- ehemalige Volks-, später Grundschule in der Wendelinusstraße (1951/52)
- ehemalige Zollhäuser (1920er-Jahre) in der Bliestalstraße

## Vereine
- Turnen: TV 1898 Bliesdalheim
- Fußball: SG Hertbitzheim-Bliesdalheim (1972 aus der Fusion SSG Bliesdalheim und SV Herbitzheim entstanden). Der Verein spielt in der Kreisliga A – Bliestal
- DRK-Ortsverein Bliesdalheim
- Freiwillige Feuerwehr
- Dorffreunde Bliesdalheim
- Obst- und Gartenbauverein Bliesdalheim
- Angelsportverein Bliesdalheim

## Persönlichkeiten
- Andreas Grieser (1868–1955), Amtsrichter und Staatsanwalt im Bayerischen Staatsministerium der Justiz, Bürgermeister von Würzburg, Landrat des Landkreises St. Ingbert, Staatssekretär im Bayerischen Staatsministerium für Arbeit
- Ludwig Maria Hugo (1871–1935), Bischof von Mainz (1921 bis 1935), Kämpfer gegen den Nationalsozialismus, 1911–1915 Pfarrer von Bliesdalheim.
- Sammy Vomáčka (* 1946 in Brandýs nad Labem, bürgerlicher Name Jiří Vomáčka), aus Tschechien stammender Gitarrist, lebt seit 2003 in Bliesdalheim.